# Et uus saaks alguse
Singles de Birgit Õigemeel
You're not alone
(2011)
Singles représentant l'Estonie au Concours Eurovision de la chanson
Kuula
(2012)
Et uus saaks alguse (en français, « Un nouveau départ ») est une chanson de la chanteuse estonienne Birgit Õigemeel. Elle a été écrite par Mihkel Mattisen et Silvia Soro et produite par Mihkel Mattisen et Timo Vendt. Le titre est surtout connu pour être la chanson qui représente l'Estonie au Concours Eurovision de la chanson 2013 qui a lieu à Malmö en Suède. La chanson sera en compétition lors de la première demi-finale le 14 mai 2013 pour obtenir une place en finale qui aura lieu le 18 mai.
En plus d'Õigemeel, 3 choristes (Kaido Põldma, Lauri Pihlap et Raimondo Laikre) apparaîtront sur scène lors du concours. Les deux premiers étaient déjà choristes lorsque l'Estonie a remporté le Concours Eurovision en 2001 à Copenhague.

## Liste des pistes
Téléchargement
1. Et uus saaks alguse - 3 min 57

## Classements
| Classement (2013)            | Meilleure position |
| ---------------------------- | ------------------ |
| Estonie (Elmari Top 10)      | 1                  |
| Estonie (Raadio Uuno top 25) | 3                  |
| Estonie (Sky Plus Top 40)    | 3                  |